# Balsberget
Balsberget är ett kalkstensberg i nordöstra Skåne, ungefär tio kilometer norr om Kristianstad. Området utgör även ett naturreservat.
På berget ligger den berömda Balsbergsgrottan, som dock vanligen är stängd för allmänheten. På östsidan finns på strax under 100 meters höjd en utsiktsplats varifrån man kan se söderut in mot Kristianstad, sydöst ut över Hanöbukten och österut mot Bromölla. Alldeles nedanför utsiktsplatsen breder Råbelövssjön ut sig.
Från utsiktsplatsen kan man även se närbelägna toppar som Fjälkinge backe, Lille backe och Kjugekull torna upp sig över slätten. Berget är även genomkorsat av ett flertal rekreationsslingor och skogsvägar. Vegetationen är till största del klassisk skånsk bokskog, men även stora fält av barrskogsplantage breder ut sig.